# إريك روسيل
إريك روسيل (بالإنجليزية: Erick Rowsell) هو دراج بريطاني، ولد في 29 يوليو 1990 في منطقة ساتون في المملكة المتحدة.

## وصلات خارجية
- إريك روسيل على موقع الاتحاد الدولي للدراجات (الإنجليزية)
- إريك روسيل على موقع أرشيف الدراجات (الإنجليزية)
- إريك روسيل على موقع إحصائيات الدراجات الإحترافية (الإنجليزية)
- إريك روسيل على موقع نسبة الدراجات (الإنجليزية)
- إريك روسيل على موقع اتحاد ألعاب الكومنولث (مؤرشف) (الإنجليزية)